# Браверман, Авишай
Авишай Браверман (ивр. אבישי ברוורמן‎; род. 15 января 1948 года, Британский мандат) — израильский политик, депутат кнессета (17, 18), бывший министр по делам национальных меньшинств Израиля.

## Биография
Авишай Браверман родился 15 января 1948 года в Подмандатной Палестине. Служил в Армии обороны Израиля, окончил службу в звании старшего лейтенанта.
В 1976 году получил степень PH.D в области экономики в Стенфордском университете.
С 1990 по 2006 являлся президентом университета им. Бен-Гуриона в Беер-Шеве. За этот период количество студентов университета увеличилось больше чем вдвое.
В 2006 году был избран в кнессет 17-го созыва от партии «Авода», вошел в состав комиссии по экономике, стал председателем финансовой комиссии. В 2009 году был переизбран в кнессет, в правительстве Нетаньяху занял пост министра по делам национальных меньшинств. В январе 2011 года покинул правительство в связи с выходом Эхуда Барака из состава Аводы, и созданием новой фракции — «Ацмаут».
Браверман женат, имеет двоих детей, живёт в Тель-Авиве. Владеет ивритом и идишем, а также французским и английским языками.